# 布羅德諾公墓
52°16′44″N 21°02′10″E / 52.27889°N 21.03611°E
布羅德諾公墓（波蘭語：Cmentarz Bródnowski）是位於波蘭華沙東部塔爾古韋克區的一座著名公墓。公墓佔地面積約爲114公頃，是華沙最大的公墓，也是歐洲最大的公墓之一，墓園裏擁有120萬個以上的墓地。

## 墓園歷史
19世纪下半葉，隨著華沙人口的迅速增長，現有的墓地已經無法滿足需要，爲此，當時的第19任華沙市長蘇格拉底·斯塔恩凱維茨於1883年下令在布羅德諾購地，並開始在此建造陵園，翌年1884年11月20日墓園建成，華沙大主教維辛蒂·特奥菲爾·波佩爾為墓園舉行了祝聖儀式。1885年1月墓園首先向居住在維斯瓦河東岸的華沙市民開放，1887年6月14日向社會完全開放。它與當時富人下葬的舊墓地“波瓦兹基公墓”相比，新建的布羅德諾公墓最初用於安葬貧困階層人士，之後墓園多次擴建，最近的一次是在1934年，佔地面積達到114公頃。到後來，公墓不再僅僅是安葬貧困階層人士，上層社會人士也開始在這裏安葬他們的親屬。墓園以安葬天主教徒爲主，位於墓園的東北區域為安葬非天主教徒和非宗教信仰者的指定區域。二戰期間，墓園曾被波蘭抵抗組織用來秘密儲存軍火，並為那些躲避蓋世太保抓捕的人提供藏身之地。

## 墓園内教堂

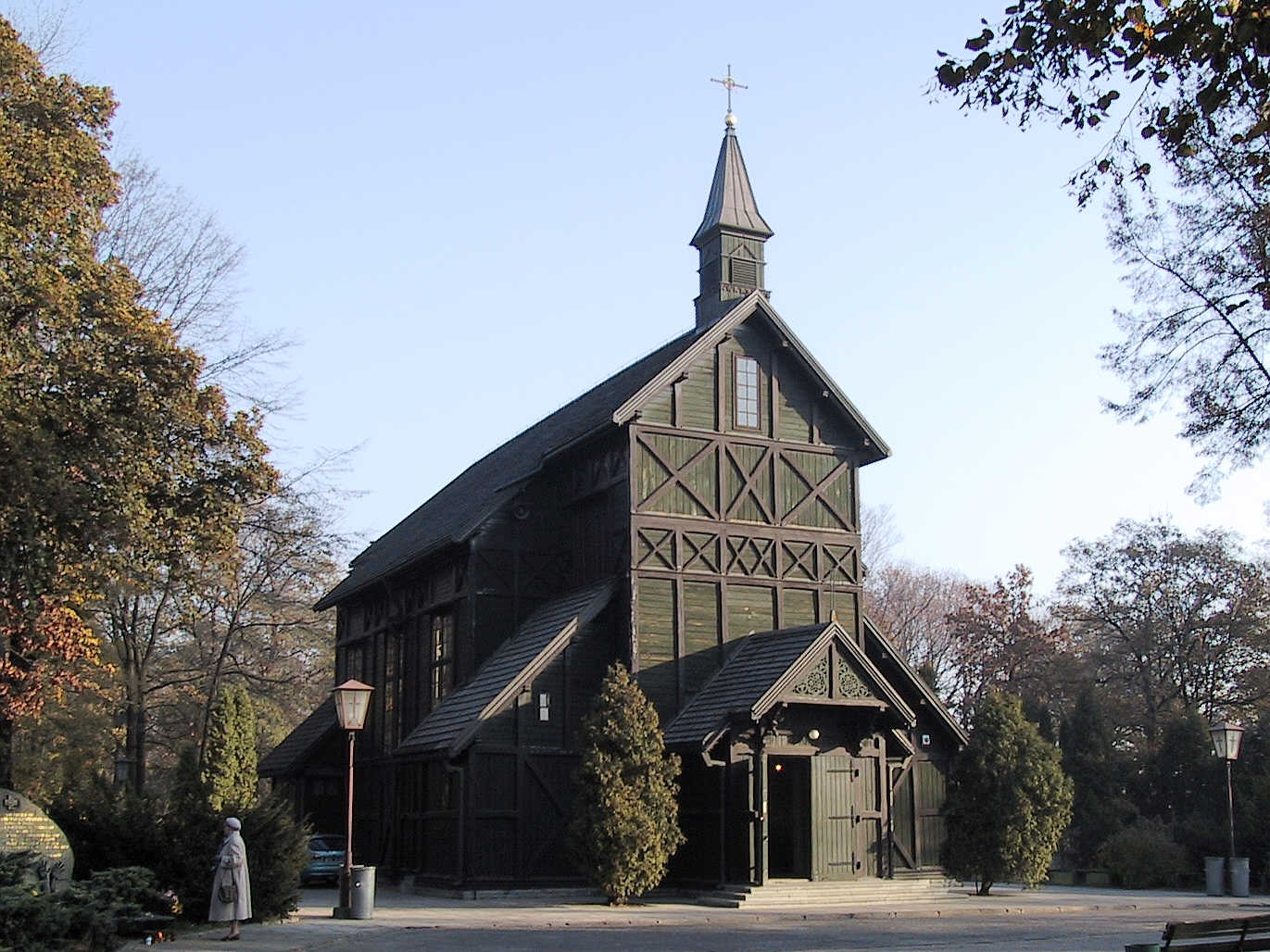
聖文生·德·保祿教堂

早在1887年，市政當局就計劃在墓園内建造一座小教堂。不久，一座以松木為建築材料的木製小教堂在墓園内建成，并於1888年10月28日被命名為“聖文生·德·保祿”教堂，它是由當時的建築設計師愛德華·齊喬茨基（Edward Cichocki）所設計。1952年，一个新教区在Bródno成立，這就意味著需要一个更大的教堂。在20世纪50年代末，由建築師斯坦尼斯瓦夫·馬爾欽斯基設計的新教堂在墓園區完成，該教堂命名為“琴斯托霍瓦的黑色聖母”教堂，1960年8月24日華沙輔理主教瓦克劳·馬耶夫斯基主持祝聖。到了20世紀80年代，隨著新建築的擴大，1984年9月22日波蘭大主教約瑟夫·格萊姆普再次為其主持祝聖儀式。

## 墓園内景觀
|  |  |  |  |  |